# No Need to Argue
No Need to Argue je drugi studijski album irske pop rock skupine The Cranberries, ki je izšel leta 1994 pri založbi Island Records.
Kritik portala AllMusic ga je opisal kot nadaljevanje njihovega uspešnega prvenca Everybody Else Is Doing It, So Why Can't We?, ki je izšel leto prej, s praktično identičnim slogom in ponovnim angažmajem producenta Stephena Streeta. Izstopa edino družbeno angažirana pesem »Zombie« s tršim rock/grunge zvokom, ki jo je pevka Dolores O'Riordan napisala sama.
Pesem »Zombie«, ki govori o nasilnem konfliktu na Severnem Irskem, je izšla kot prvi singl z albuma in postala tudi največja uspešnica skupine. Vendar pa ni odražala njihove ustvarjalne usmeritve, zato so se na naslednjih albumih vrnili k zasanjanemu pop-rocku in niso več ponovili uspeha. Skupno je bilo prodanih približno 17 milijonov izvodov albuma No Need to Argue. Med drugim se je uvrstil na drugo mesto britanske in šesto mesto ameriške lestvice albumov.

## Seznam skladb
Avtorica vseh besedil je Dolores O'Riordan.
| Št.             | Naslov                | Glasba                | Dolžina |
| --------------- | --------------------- | --------------------- | ------- |
| 1.              | „Ode to My Family‟    | O'Riordan, Noel Hogan | 4:30    |
| 2.              | „I Can't Be with You‟ | O'Riordan, N. Hogan   | 3:07    |
| 3.              | „Twenty One‟          | O'Riordan, N. Hogan   | 3:07    |
| 4.              | „Zombie‟              | O'Riordan             | 5:06    |
| 5.              | „Empty‟               | O'Riordan, N. Hogan   | 3:26    |
| 6.              | „Everything I Said‟   | O'Riordan, N. Hogan   | 3:52    |
| 7.              | „The Icicle Melts‟    | O'Riordan             | 2:54    |
| 8.              | „Disappointment‟      | O'Riordan, N. Hogan   | 4:14    |
| 9.              | „Ridiculous Thoughts‟ | O'Riordan, N. Hogan   | 4:31    |
| 10.             | „Dreaming My Dreams‟  | O'Riordan             | 3:37    |
| 11.             | „Yeats' Grave‟        | O'Riordan             | 2:59    |
| 12.             | „Daffodil Lament‟     | O'Riordan             | 6:14    |
| 13.             | „No Need to Argue‟    | O'Riordan             | 2:54    |
| Skupna dolžina: | Skupna dolžina:       | Skupna dolžina:       | 50:30   |

Bonus skladbe na ponovni izdaji
Album je bil ponovno izdan leta 2002 z naslovom No Need to Argue (The Complete Sessions 1994–1995). Na njem je bilo nekaj dodatnih skladb in B-strani singlov z albuma.
| No Need to Argue (The Complete Sessions 1994–1995) | No Need to Argue (The Complete Sessions 1994–1995) | No Need to Argue (The Complete Sessions 1994–1995) | No Need to Argue (The Complete Sessions 1994–1995) |
| Št.                                                | Naslov                                             | Pisec                                              | Dolžina                                            |
| -------------------------------------------------- | -------------------------------------------------- | -------------------------------------------------- | -------------------------------------------------- |
| 14.                                                | „Away‟                                             |                                                    | 2:38                                               |
| 15.                                                | „I Don't Need‟                                     |                                                    | 3:32                                               |
| 16.                                                | „(They Long to Be) Close to You‟                   | Burt Bacharach, Hal David                          | 2:41                                               |
| 17.                                                | „So Cold in Ireland‟                               |                                                    | 4:45                                               |
| 18.                                                | „Zombie‟ (Camel's Hump mix)                        |                                                    | 7:54                                               |
| Skupna dolžina:                                    | Skupna dolžina:                                    | Skupna dolžina:                                    | 73:50                                              |

## Sodelujoči
- Dolores O'Riordan – vokal, električna in akustična kitara, klaviature
- Noel Hogan – električna in akustična kitara
- Mike Hogan – bas kitara
- Fergal Lawler – bobni in tolkala